# Vladislav Kreida
Vladislav Kreida (Tallinn, 25 settembre 1999) è un calciatore estone, centrocampista del Sigma Olomouc.

## Statistiche

### Cronologia presenze e reti in nazionale
| Cronologia completa delle presenze e delle reti in nazionale ― Estonia | Cronologia completa delle presenze e delle reti in nazionale ― Estonia | Cronologia completa delle presenze e delle reti in nazionale ― Estonia | Cronologia completa delle presenze e delle reti in nazionale ― Estonia | Cronologia completa delle presenze e delle reti in nazionale ― Estonia | Cronologia completa delle presenze e delle reti in nazionale ― Estonia | Cronologia completa delle presenze e delle reti in nazionale ― Estonia | Cronologia completa delle presenze e delle reti in nazionale ― Estonia |
| Data                                                                   | Città                                                                  | In casa                                                                | Risultato                                                              | Ospiti                                                                 | Competizione                                                           | Reti                                                                   | Note                                                                   |
| ---------------------------------------------------------------------- | ---------------------------------------------------------------------- | ---------------------------------------------------------------------- | ---------------------------------------------------------------------- | ---------------------------------------------------------------------- | ---------------------------------------------------------------------- | ---------------------------------------------------------------------- | ---------------------------------------------------------------------- |
| 11-6-2019                                                              | Magonza                                                                | Germania                                                               | 8 – 0                                                                  | Estonia                                                                | Qual. Euro 2020                                                        | -                                                                      | 82’                                                                    |
| 10-10-2019                                                             | Minsk                                                                  | Bielorussia                                                            | 0 – 0                                                                  | Estonia                                                                | Qual. Euro 2020                                                        | -                                                                      |                                                                        |
| 14-11-2019                                                             | Zaporižžja                                                             | Ucraina                                                                | 1 – 0                                                                  | Estonia                                                                | Amichevole                                                             | -                                                                      |                                                                        |
| 5-9-2020                                                               | Tallinn                                                                | Estonia                                                                | 0 – 1                                                                  | Georgia                                                                | UEFA Nations League 2020-2021 - 1º turno                               | -                                                                      |                                                                        |
| 7-10-2020                                                              | Tallinn                                                                | Estonia                                                                | 1 – 3                                                                  | Lituania                                                               | Amichevole                                                             | -                                                                      | 75’                                                                    |
| 11-10-2020                                                             | Tallinn                                                                | Estonia                                                                | 3 – 3                                                                  | Macedonia del Nord                                                     | UEFA Nations League 2020-2021 - 1º turno                               | -                                                                      |                                                                        |
| 14-10-2020                                                             | Tallinn                                                                | Estonia                                                                | 1 – 1                                                                  | Armenia                                                                | UEFA Nations League 2020-2021 - 1º turno                               | -                                                                      | 69’                                                                    |
| 15-11-2020                                                             | Skopje                                                                 | Macedonia del Nord                                                     | 2 – 1                                                                  | Estonia                                                                | UEFA Nations League 2020-2021 - 1º turno                               | -                                                                      |                                                                        |
| 18-11-2020                                                             | Tbilisi                                                                | Georgia                                                                | 0 – 0                                                                  | Estonia                                                                | UEFA Nations League 2020-2021 - 1º turno                               | -                                                                      | 44’                                                                    |
| 1-6-2021                                                               | Vilnius                                                                | Lituania                                                               | 0 – 1                                                                  | Estonia                                                                | Coppa del Baltico 2021                                                 | -                                                                      | 68’                                                                    |
| 4-6-2021                                                               | Helsinki                                                               | Finlandia                                                              | 0 – 1                                                                  | Estonia                                                                | Amichevole                                                             | -                                                                      | 65’                                                                    |
| 10-6-2021                                                              | Tallinn                                                                | Estonia                                                                | 2 – 1                                                                  | Lettonia                                                               | Coppa del Baltico 2021                                                 | -                                                                      |                                                                        |
| 2-9-2021                                                               | Tallinn                                                                | Estonia                                                                | 2 – 5                                                                  | Belgio                                                                 | Qual. Mondiali 2022                                                    | -                                                                      |                                                                        |
| 5-9-2021                                                               | Tallinn                                                                | Estonia                                                                | 0 – 1                                                                  | Irlanda del Nord                                                       | Amichevole                                                             | -                                                                      | 46’                                                                    |
| 8-9-2021                                                               | Cardiff                                                                | Galles                                                                 | 0 – 0                                                                  | Estonia                                                                | Qual. Mondiali 2022                                                    | -                                                                      | 86’                                                                    |
| 8-10-2021                                                              | Tallinn                                                                | Estonia                                                                | 2 – 0                                                                  | Bielorussia                                                            | Qual. Mondiali 2022                                                    | -                                                                      | 73’                                                                    |
| 13-11-2021                                                             | Bruxelles                                                              | Belgio                                                                 | 3 – 1                                                                  | Estonia                                                                | Qual. Mondiali 2022                                                    | -                                                                      |                                                                        |
| 16-11-2021                                                             | Praga                                                                  | Rep. Ceca                                                              | 2 – 0                                                                  | Estonia                                                                | Qual. Mondiali 2022                                                    | -                                                                      | 44’                                                                    |
| 24-3-2022                                                              | Tallinn                                                                | Estonia                                                                | 0 – 0                                                                  | Cipro                                                                  | UEFA Nations League 2020-2021 - Play-out                               | -                                                                      | 73’                                                                    |
| 29-3-2022                                                              | Larnaca                                                                | Cipro                                                                  | 2 – 0                                                                  | Estonia                                                                | UEFA Nations League 2020-2021 - Play-out                               | -                                                                      |                                                                        |
| 2-6-2022                                                               | Tallinn                                                                | Estonia                                                                | 2 – 0                                                                  | San Marino                                                             | UEFA Nations League 2022-2023 - 1º turno                               | -                                                                      | 46’                                                                    |
| Totale                                                                 |                                                                        | Presenze                                                               | 21                                                                     |                                                                        | Reti                                                                   | 0                                                                      |                                                                        |

## Palmarès

### Club

#### Competizioni internazionali
- Coppa della Livonia: 1

Flora Tallinn: 2018

#### Competizioni nazionali
- Campionato estone: 2

Flora Tallinn: 2019, 2020
- Coppa d'Estonia: 1

Flora Tallinn: 2019-2020
- Supercoppa d'Estonia: 3

Flora Tallinn: 2020, 2021, 2024
- Coppa della Repubblica Ceca: 1

Sigma Olomouc: 2024-2025